# 加里森圖書館
加里森圖書館（Garrison Library）是直布羅陀的一家圖書館，創建於1793年。在西班牙佔領直布羅陀時期，這裡曾是總督的官邸。圖書館於1804年正式開放。加里森圖書館也是世界第二古老的英文報紙直布羅陀紀事的總部和檔案館。博物館現在藏書約有4.5萬冊，其中不少是珍品圖書。

## 外部連結
- Barnaby Rogerson. . Travel Intelligence.   [2012-12-21].[]